# Cabezas de Alambre (kommun)
Cabezas de Alambre är en kommun i Spanien.   Den ligger i provinsen Provincia de Ávila och regionen Kastilien och Leon, i den centrala delen av landet, 110 km nordväst om huvudstaden Madrid. Antalet invånare är 179.